# Targionia convoluta
Targionia convoluta là một loài rêu trong họ Targioniaceae. Loài này được Lindenb. & Gottsche mô tả khoa học đầu tiên năm 1846.
Danh pháp khoa học của loài này chưa được làm sáng tỏ. 